# Odyssey
Odyssey (с англ. — «Одиссея») — четвёртый студийный альбом шведского гитариста-виртуоза Ингви Мальмстина, выпущенный в 1988 году на американском лейбле Polydor Records.

## Об альбоме
Альбом стал очень успешным по продажам — уже спустя неделю после выпуска альбома, только в США было продано более 360 000 его копий.

## Список композиций и перевод их названий
Все тексты написаны Джо Линн Тёрнером, вся музыка — Ингви Мальмстином. Композиции № 5, 11, 12 — инструментальные.
| №                   | Название                                                     | Длительность |
| ------------------- | ------------------------------------------------------------ | ------------ |
| 1.                  | «Rising Force (с англ. — «Восходящая сила»)»                 | 4:25         |
| 2.                  | «Hold On (с англ. — «Держись»)»                              | 5:11         |
| 3.                  | «Heaven Tonight (с англ. — «Рай сегодня ночью»)»             | 4:06         |
| 4.                  | «Dreaming (Tell Me) (с англ. — «Поведай мне о своих снах»)»  | 5:19         |
| 5.                  | «Bite the Bullet (с англ. — «Держись и не сдавайся»)»        | 1:36         |
| 6.                  | «Riot in the Dungeons (с англ. — «Бунт в застенках»)»        | 4:22         |
| 7.                  | «Deja Vu (с англ. — «Дежавю»)»                               | 4:17         |
| 8.                  | «Crystal Ball (с англ. — «Хрустальный шар»)»                 | 4:55         |
| 9.                  | «Now Is the Time (с англ. — «Теперь пора»)»                  | 4:34         |
| 10.                 | «Faster Than The Speed of Light (с англ. — «Быстрее света»)» | 4:30         |
| 11.                 | «Krakatau (с англ. — «Кракатау»)»                            | 6:08         |
| 12.                 | «Memories (с англ. — «Воспоминания»)»                        | 1:14         |
| Общая длительность: | Общая длительность:                                          | 50:37        |

## Песни
- «Rising Force» — так называлась первая группа Мальмстина и его первый сольный альбом, выпущенный в 1984 году. По словам самого Ингви, он написал её ещё в 16 лет, и её первоначальное название было «Voodoo Nights» («Колдовские Ночи»). Впоследствии он поменял название на «Lucifer Friend» («Друг Люцифера»); ещё позже, для американских слушателей название было изменено на более нейтральное «Rising Force»[5]. Название «Voodoo Nights» впоследствии получила другая композиция Мальмстина, которая вышла в альбоме Alchemy (1999).
- «Heaven Tonight» — первый сингл альбома. Идея исполнения вступления а капелла принадлежит Тёрнеру[5].
- «Dreaming (Tell Me)» — проникновенная рок-баллада. Ингви посвятил её своей матери, умирающей от рака в Швеции[5].
- «Bite the Bullet» — представляет собой гитарное соло. Посвящена автомобильной аварии, в которую Мальмстин попал в 1987 году, и тому, как музыкант переносил страдания от полученных травм (грозивших потерей возможности играть). Буквальный смысл названия композиции («Жевать пулю») является отсылкой к известному способу облегчения страданий пациента, которому проводят хирургическую операцию без обезболивания — крепко зажать какой-нибудь предмет в зубах. Во время Вьетнамской войны раненые американские военные иногда использовали в качестве такого предмета пулю[5].
- «Riot in the Dungeons» — также как и песня «Rising Force» написана Мальмстином ещё в юности (в 17 лет), в Швеции. Изначально имела несколько иной темп[5].
- «Crystal Ball» — композиция о магии и спиритуализме[5].
- «Now Is the Time» — песня в стилистике Джими Хендрикса, одного из любимых музыкантов Мальмстина[5].
- «Faster Than the Speed of Light» — композиция о автокатастрофе Ингви в 1987 году. В тексте упоминается тот самый злополучный Jaguar Мальмстина.
- «Memories» — полностью инструментальная композиция. Исполняется на 12-струнной гитаре.

## Участники записи
- Джо Линн Тёрнер — вокал;
- Ингви Мальмстин — электрогитара, бас-гитара;
- Йенс Юханссон — клавишные;
- Андерс Юханссон — ударные.
- Боб Дэйсли — бас-гитара (на треках № 1, 2, 8, 9)
- Ингви Мальмстин — продюсер.
- Джим Льюис — исполнительный продюсер;
- Стив Томпсон — сведение;
- Майкл Барберо — сведение.

## Кавер-версии песен
- Итальянская хэви-метал группа Synthesis исполнила кавер на песню «Heaven Tonight» для своего концертного альбома Live at Pan Pot, изданного в 1992 году.
- Шведская хэви-метал группа HammerFall записала кавер-версию песни «Rising Force» в 2002 году для своего альбома Crimson Thunder. Помимо этого, данный кавер позднее, в 2008 году, вошёл на компиляцию под названием Masterpieces.
- Российская метал-группа Nimphaion выпустила кавер-версию песни «Rising Force» в 2009 году. Кавер вошёл во 2-е демо группы — In Darkness.
- Японская пауэр-метал группа Galneryus в 2010 году выпустила кавер на песню «Deja Vu' для 3-й и заключительной части трилогии специальных трибьют-альбомов Voices from the Past.
- Норвежская пауэр-метал группа Pellek записала кавер-версию песни «Rising Force» для специальной компиляции каверов на песни известных метал-групп в 2014 году.